# Радио и телевидение Источно-Сараево
«Радио и телевидение Источно-Сараево» или РТВ ИС (серб. Радио-телевизија Источно-Сарајево) —  вещательная организация в Республике Сербской. Располагается в городе Источно-Сараево и вещает в нем и прилегающих общинах — Источно-Ново-Сараево, Источна-Илиджа, Пале, Хан-Пиесак, Соколац. 
Телевизионная студия открыта в 2008 году, программа транслируются по кабелю. Передачи РТВ ИС выходят в эфир ежедневно с 8:00 до 24:00 по местному времени. 
РТВ ИС входит в местную новостную сеть «ПРИМА».